# Бертон Джастрам
Бертон Джастрам (англ. Burton Jastram, 5 червня 1910 — 20 травня 1995) — американський академічний веслувальник.
Олімпійський чемпіон 1932 року в складі вісімки.